# 18043 Лажковська
18043 Лажковська (18043 Laszkowska) — астероїд головного поясу, відкритий 7 вересня 1999 року.
Тіссеранів параметр щодо Юпітера — 3,278.